# Paraminuella bristowei
Paraminuella bristowei is een hooiwagen uit de familie Zalmoxioidae.